# Acrocephalidae
Famille
Les Acrocephalidae (ou acrocéphalidés) sont une famille de passereaux constituée de 5 genres et plus de soixante espèces.

## Liste alphabétique des genres
D'après la classification de référence du Congrès ornithologique international (version 6.4, 2016) :
- genre Acrocephalus (42 espèces)
- genre Arundinax (1 espèce)
- genre Calamonastides (1 espèce)
- genre Graueria (1 espèce)
- genre Nesillas (6 espèces)
- genre Iduna (6 espèces)
- genre Hippolais (4 espèces)

## Liste des espèces
D'après la classification de référence du Congrès ornithologique international (version 5.2, 2015) :
Parmi celles-ci, sept espèces sont éteintes :
- †Nesillas aldabrana – Nésille d'Aldabra
- †Acrocephalus luscinius – Rousserolle rossignol
- †Acrocephalus nijoi – (?)
- †Acrocephalus yamashinae – (?)
- †Acrocephalus astrolabii – (?)
- †Acrocephalus longirostris – (?)
- †Acrocephalus musae – (?)